# The KLF
The KLF ou apenas KLF (Kopyright Liberation Front) foi uma banda inglesa do movimento acid house durante a década de 1980 e início de 1990. Foi formado em 1987, na cidade de Londres, Inglaterra.
Mais do que qualquer banda pop na história, o KLF arrancou um balde de pilhagem da indústria da música e fugiu com ela - como ilustra o seu próprio guia para a criação de singles nº 1, The Manual (How to Have a Number One the Easy Way). Bill Drummond e Jimi Cauty aplicaram táticas de marketing de guerrilha no movimento acid house do final dos anos 80 na Grã-Bretanha e tornaram o KLF num best-seller, também usando outros nomes como The JAMS (acrônimo de Justified Ancients of Mu Mu) e The Timelords antes de definitivamente adotarem o nome KLF. Mesmo assim seu legado do que um mero produto de marketing, seus discos refletem o apogeu do movimento acid house no Reino Unido, além disso, muitos artistas posteriormente foram influenciados pelo KLF.
Pouco antes de sua aposentadoria em 1992, a dupla excluíu todo o seu catálogo - uma perda potencial de milhões de libras - e declararam que não gravariam outro álbum até que a paz fosse declarada em todo o mundo.

## Discografia

### Álbuns
- The Justified Ancients of Mu Mu: 1987 (What the Fuck Is Going On?) (The Sound of Mu(sic), 1987)
- The Justified Ancients of Mu Mu: Who Killed The JAMs? (KLF Communications, 1988)
- The Justified Ancients of Mu Mu/The KLF: Shag Times (KLF Communications, 1988)
- The KLF/Various Artists: The "What Time Is Love?" Story (KLF Communications, 1989)
- The KLF: Space (KLF Communications, 1990)
- The KLF: Chill Out (KLF Communications, 1990)
- The KLF: The White Room (KLF Communications, 1991)

### Singles
- 1988 Burn the Beat
- 1988 Burn the Bastards
- 1988 What Time Is Love?
- 1988 Love Trance (not released)
- 1989 Kylie in a Trance / Kylie Said Mu
- 1989 3 A.M. Eternal
- 1989 Kylie Said to Jason
- 1990 Madrugada eterna
- 1991 Justified & Ancient
- 1991 Last Train to Trancentral
- 1991 America: What Time Is Love?
- 1991 January: What Time Is Love?